# Александрия (Вирджиния)
Вижте пояснителната страница за други значения на Александрия.
Александрия (на английски: Alexandria, английско произношение: /ˌaligˈzandrēə/) е град в северната част на щата Вирджиния, САЩ. Намира се в близост до столицата Вашингтон. Александрия е с население от 159 467 души (1 април 2020) и обща площ от 39,90 km². Основан е през 1749 г. Един от най-големите работодатели в Александрия е Министерството на отбраната.

## Побратимени градове
Александрия е побратимен с:
- Гюмри, Армения;
- Дънди, Шотландия;
- Кан, Франция;
- Хелсингбори, Швеция.